# Ernest Beaux

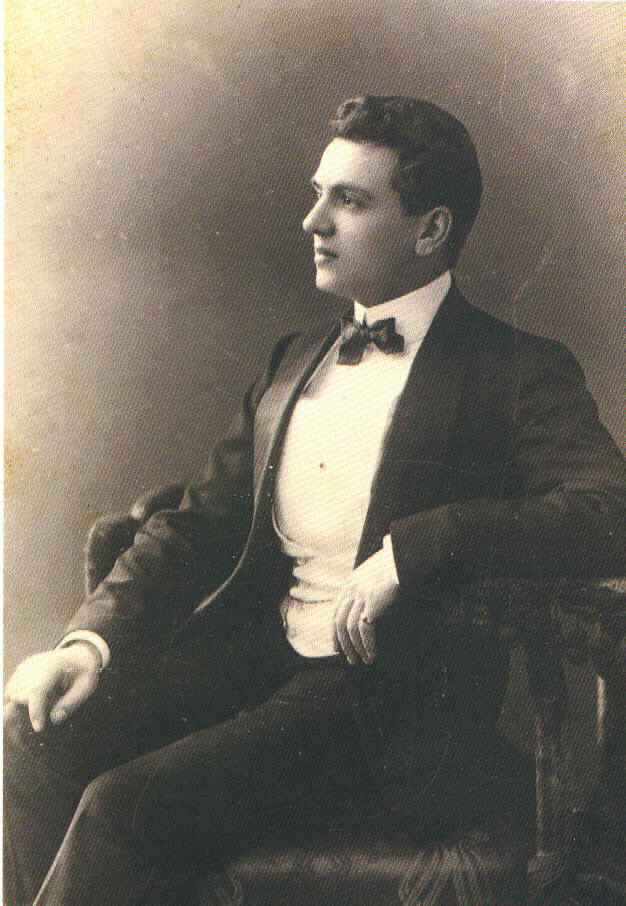
Ernest Beaux (ca. 1920)

Ernest Beaux (Moskou, 8 december 1881 - Parijs, 9 juni 1961) was een Russisch-Frans parfumeur. Hij ontwikkelde onder andere Chanel Nº5, vermoedelijk 's werelds beroemdste parfum.

## Biografie
Ernest Beaux werd in 1881 in Moskou geboren uit Russisch-Franse ouders. Ernests broer Edouard werkte voor Alphonse Rallet & Co., de belangrijkste parfumproducent van Rusland, en van 1898 tot 1900 was de jonge Ernest in de leer in de zeepfabriek van Rallet. De firma was in 1898 in handen gekomen van het Franse parfumhuis Chiris. Ernest Beaux vervulde vervolgens twee jaar dienstplicht in Frankrijk en keerde in 1902 terug naar Moskou. In 1907 voltooide hij zijn opleiding tot parfumeur bij Rallet. Hij promoveerde er snel en werd verkozen tot de raad van bestuur. In 1912 creëerde Beaux ter ere van de honderdste verjaardag van de slag bij Borodino het geurtje Bouquet de Napoleon, dat een groot succes werd. In 1913, driehonderd jaar na het begin van de Romanov-dynastie, creëerde hij Bouquet de Catherine ter ere van Catharina de Grote. Dit parfum werd geen succes en is later verloren gegaan.
Hoewel Ernest Beaux in Rusland was geboren en getogen, werd hij in 1914 door Frankrijk opgeroepen om in de Eerste Wereldoorlog te vechten. Hij diende tot 1919 in het leger, waarna hij in Parijs ging wonen. Hij onderhield contact met zijn voormalige collega's van Rallet, die nu in het Franse La Bocca aan de slag waren bij Chiris. Zelf zag hij weinig kansen om door te groeien bij Chiris en ging hij – via zijn contacten in Rusland – op zoek naar andere projecten. Zo kwam Beaux via Dimitri Pavlovitsj van Rusland in 1920 in contact met Gabrielle 'Coco' Chanel. Beaux presenteerde tien geurtjes aan Chanel, die op zoek was naar een opvallend 'moderne' geur. Flacon nummer vijf vormde de basis voor Chanel Nº5, dat na een beperkte oplage van honderd stuks in 1921, een wereldwijd succes werd. Coco Chanel verkocht het parfum in 1924, nog vóór ze doorbrak als modeontwerper, aan Parfums Chanel, een onderneming van de gebroeders Wertheimer en Théophile Bader van Galéries Lafayette, en de nieuwe werkgever van Ernest Beaux. Van 1924 tot aan zijn pensionering in 1954 creëerde Beaux tientallen parfums voor de firma, waaronder Chanel Nº22 (1922, 1928), Bois des Îles (1926) en Cuir de Russie (1927).